# Viloria (Valladolid)
Viloria (auch: Viloria del Henar) ist ein nordspanischer Ort und eine Gemeinde (municipio) mit 331 Einwohnern (Stand: 2024) in der Provinz Valladolid in der autonomen Region Kastilien-León. 

## Geografie
Viloria liegt im Süden der Provinz Valladolid etwa 33 Kilometer südöstlich vom Stadtzentrum von Valladolid in einer Höhe von ca. 865 m. Durch den Südwesten der Gemeinde führt die Autovía A-601. Das Klima ist gemäßigt warm. Niederschlag (513 mm/Jahr) fällt vor allem im Winterhalbjahr.

## Bevölkerungsentwicklung
| Jahr      | 1970 | 1981 | 1991 | 2001 | 2011 | 2021 |
| Einwohner | 517  | 440  | 411  | 373  | 380  | 348  |

## Sehenswürdigkeiten
- Kirche Mariä Schnee